# LMBRD1
LMBRD1‏ (LMBR1 domain containing 1) هوَ بروتين يُشَفر بواسطة جين LMBRD1 في الإنسان.